# Tempio di Jagannath
Il tempio di Jagannath a Puri è uno dei più sacri mandir dedicati all'aspetto congiunto di Kṛṣṇa/Visnù come Jagannātha; si trova nella costa orientale dell'India, nello stato dell'Orissa. La zona è un'importante meta di pellegrinaggio per molte tradizioni dell'induismo classico, in particolare per gli adoratori del dio Krishna e del dio Vishnu, e fa parte dei pellegrinaggi del Char Dham che un devoto indù deve prevedere di fare nel corso della propria vita.
Anche se le iconografie della maggior parte delle divinità induiste presenti e che ivi sono adorate sono fatte di pietra o di metallo, l'immagine di Jagannath è in legno; ogni dodici o diciannove anni queste rappresentazioni vengono solennemente sostituite utilizzando alberi sacri, che debbono esserne scolpiti come fossero una replica esatta della statua precedente. La ragione di questa tradizione cerimoniale è altamente segreta ed è implicata nella "Navakalevara" (nuova incarnazione); la cerimonia è seguita da una serie intricata di rituali che accompagnano il rinnovo delle statue lignee.
Il tempio attuale venne costruito nel corso del XII secolo sulla cima di precedenti rovine dal capostipite della dinastia orientale dei Ganga, il re Anantavarman Chodaganga Deva (1077-1150).

Il grande tempio è altresì famoso per il suo annuale Rath Yatra o festival del carro (sempre adibito al trasporto di raffigurazioni delle divinità), in cui i tre principali dèi del tempio vengono trainati su enormi e riccamente decorati carri simbolici; ciò fin dall'epoca medioevale, essendo associato all'intenso fervore religioso.

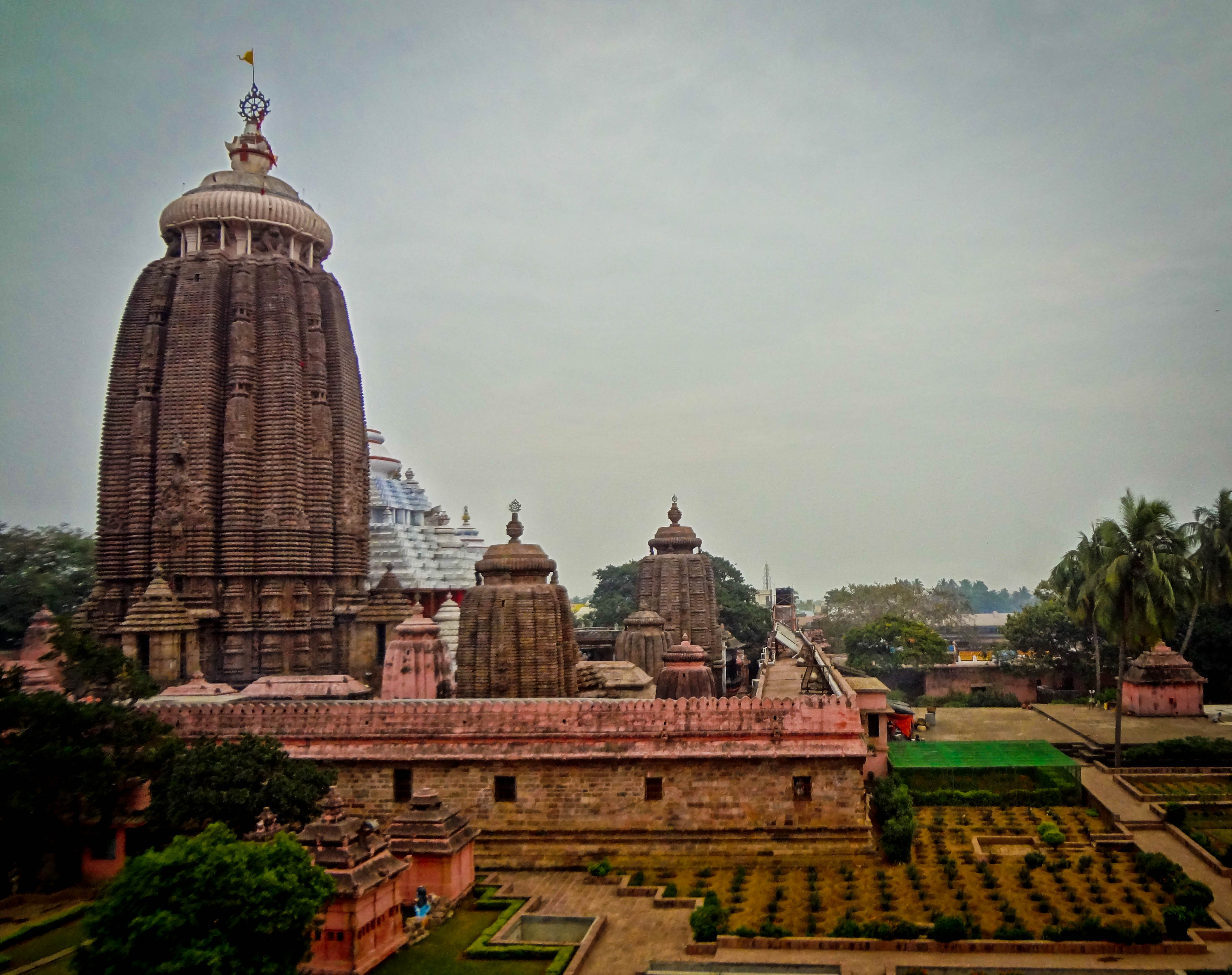
La parte posteriore del tempio con il giardino 'Koili Baikuntha' in primo piano.

Il tempio viene considerato sacro soprattutto dalle tradizioni rifacentesi al Vishnuismo e dai seguaci del poeta-santo Rāmānanda il quale è stato strettamente associato proprio con questo tempio. È inoltre di particolare importanza anche per coloro che seguono il movimento del Viṣṇuismo gauḍīya il cui fondatore Caitanya Mahaprabhu (1486-1534) è stato fortemente attratto dalla divinità Jagannath ed ha vissuto nelle vicinanze di Puri per molti anni.

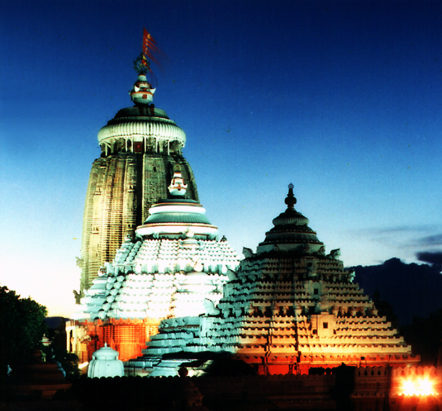
Visione notturna del tempio.